# Maella
Maella ist eine spanische Gemeinde in der Provinz Saragossa der Autonomen Region Aragón. Sie liegt in der Comarca Bajo Aragón-Caspe rund 21 km südöstlich von Caspe am Rio Matarraña und hatte 2024 2.089 Einwohner.

## Geschichte

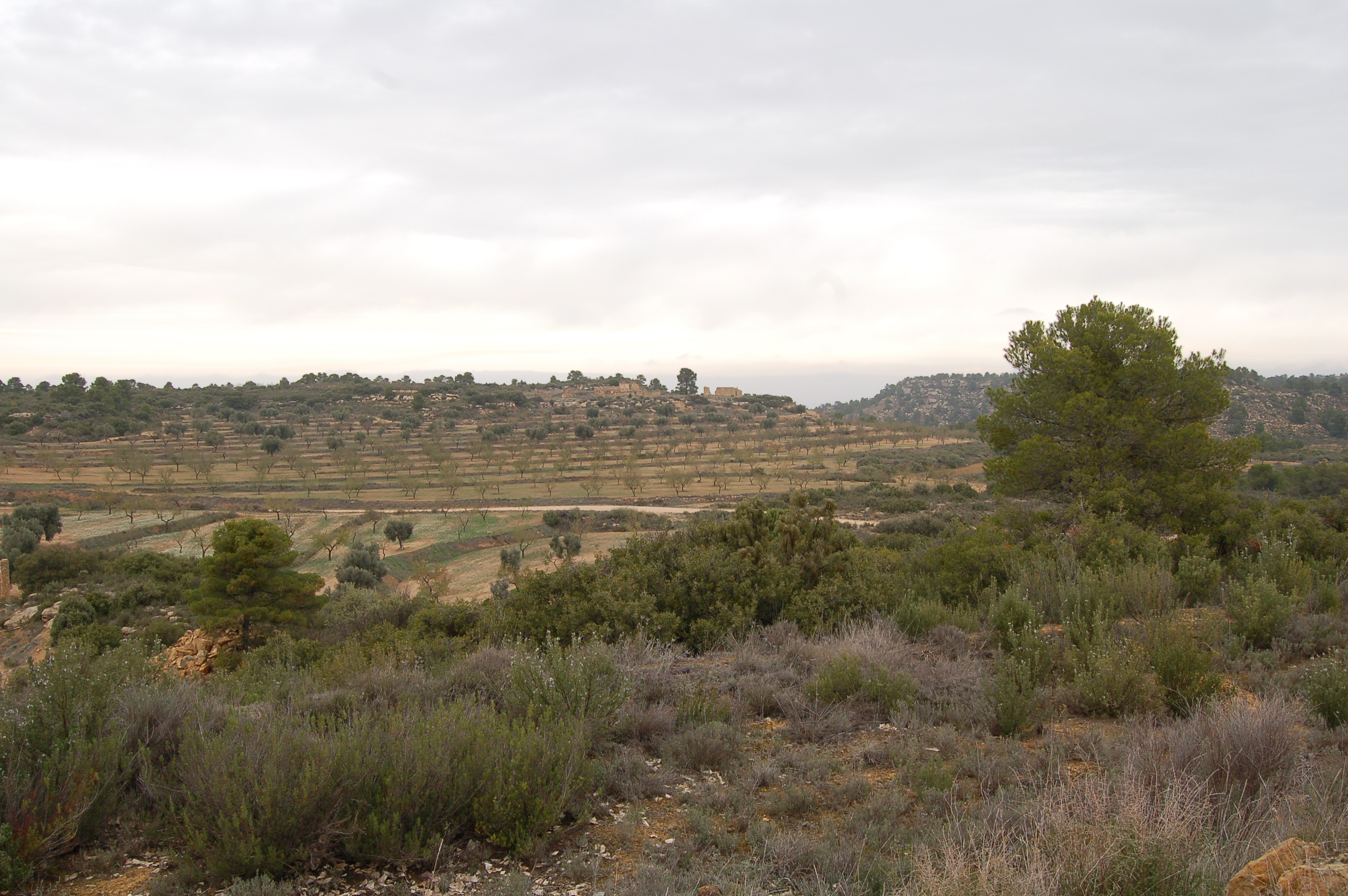
Schlachtfeld von Maella

Bei Maella fand 1838 die Schlacht von Maella zwischen Carlisten und Liberalen statt.

## Sprache
Die in der Franja de Aragón gelegene Gemeinde ist zweisprachig. Die ursprüngliche Sprache ist das Katalanische in seiner Maellano genannten aragonesischen Lokalvariante.

## Sehenswürdigkeiten

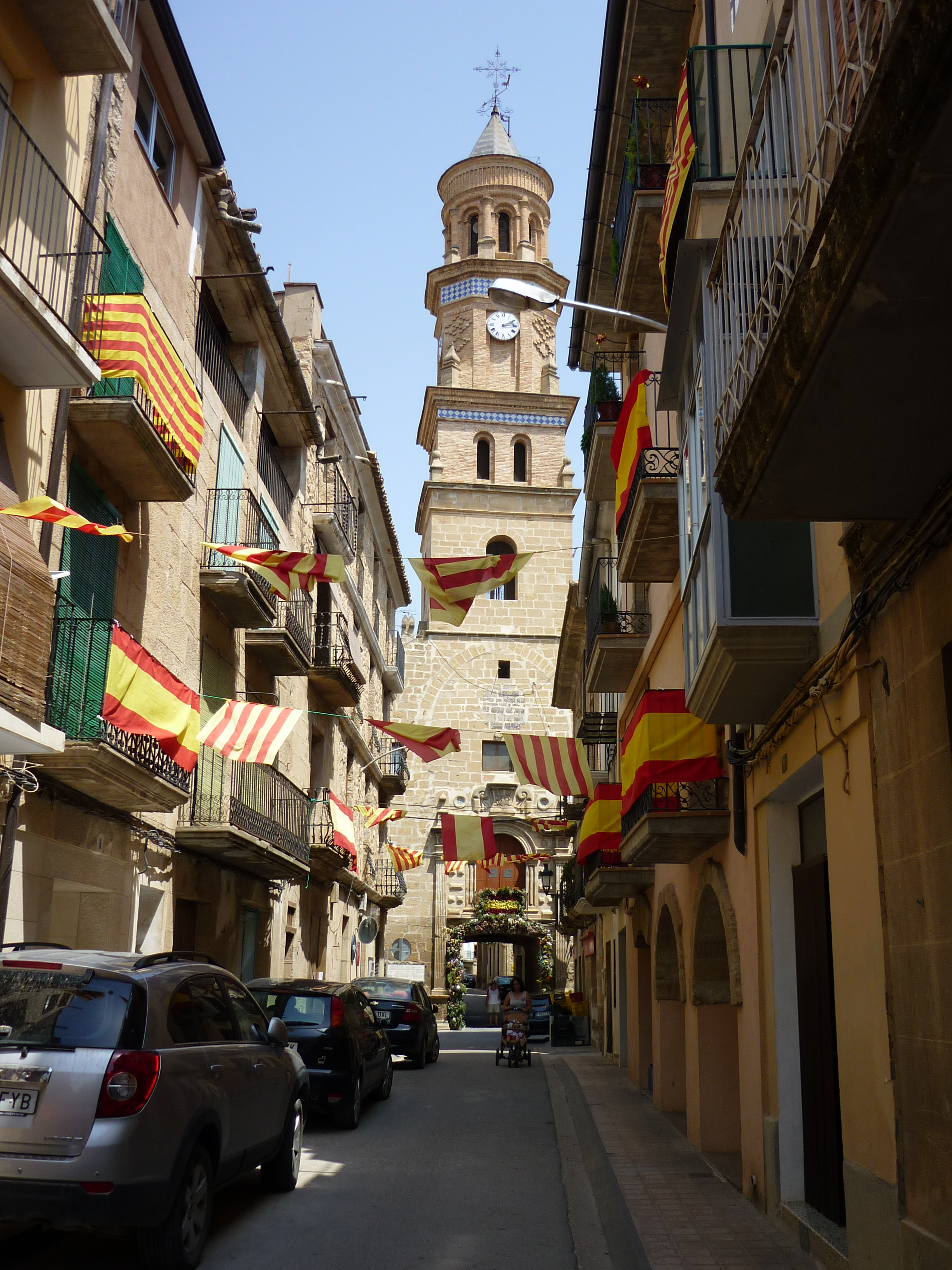
Uhrturm des Rathauses

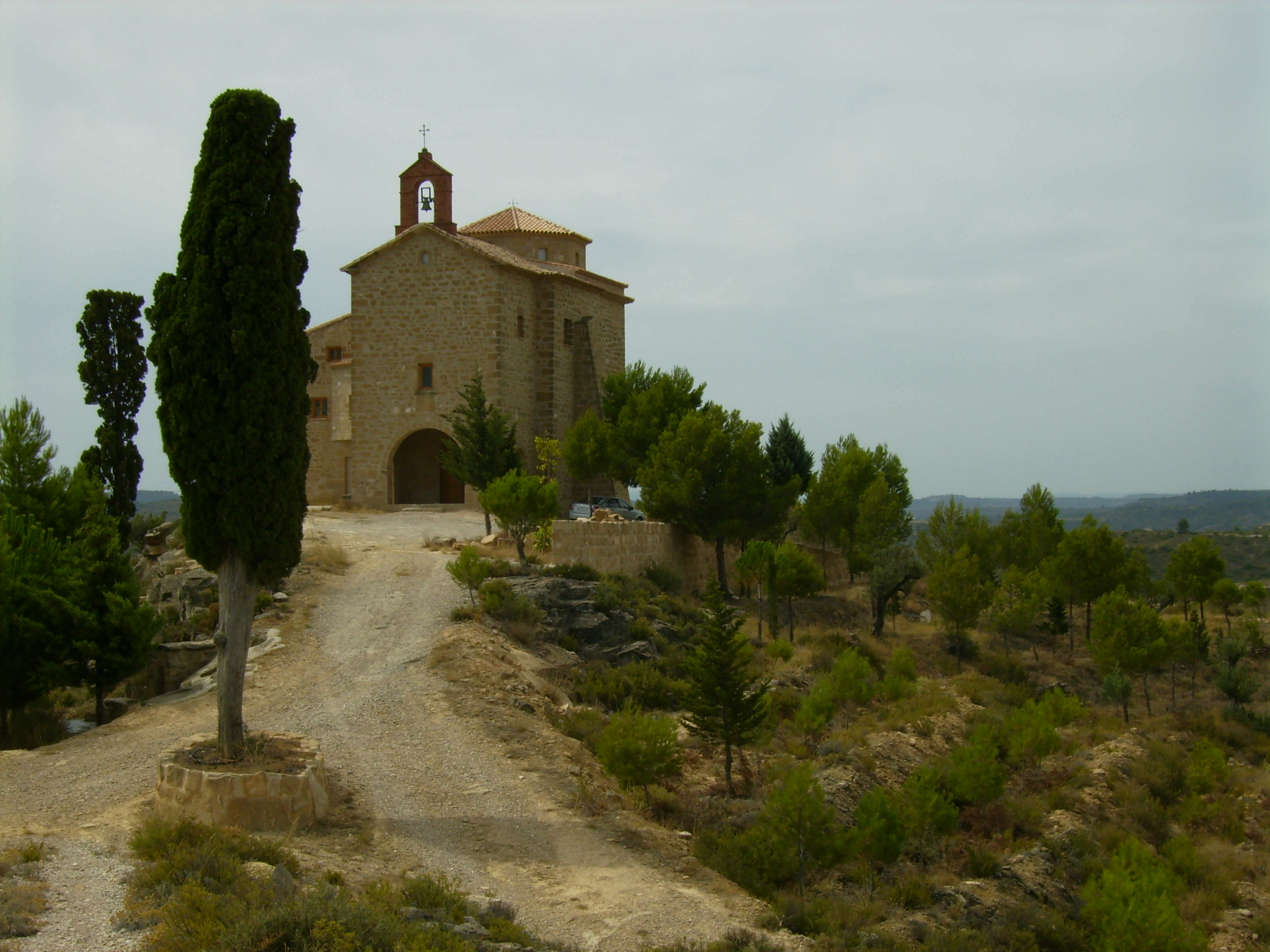
Ermita de Santa Barbara

- Rathaus (Ayuntamiento)  mit dem Uhrturm (Torre del Reloj), einem der seltenen Beispiele eines bürgerlichen Turms in Aragonien.
- Ruinen der in den Karlistenkriegen 1837 zerstörten Burg.
- Die seit 1610 dem Franziskanerorden zugehörige Kirche Santa María.
- Kirche San Esteban.
- Einsiedelei Santa Bárbara.
- Geburtshaus von Pablo Gargallo.
- Kloster Trapa von Santa Susana außerhalb der Ortschaft.

## Wirtschaft
Im Gebiet der Gemeinde herrscht der Anbau von Pfirsichen vor. Daneben werden Oliven, Getreide und Mandeln angebaut.

## Städtepartnerschaften
- Frankreich Vivonne.

## Persönlichkeiten
Aus Maella stammen der Bildhauer Pablo Gargallo (1881–1934) und der Glaskünstler Antoni Pons i Cirac (1921–1998).